# Ұ

Darstellung des kyrillischen Buchstaben U

Das Ұ,ұ [⁠ʊ⁠] ist ein Buchstabe des kyrillischen Alphabet und wird nur in der kasachischen Sprache verwendet, in dessen Alphabet er der 27. Buchstabe ist. Er repräsentiert einen gerundeten geschlossenen Hinterzungenvokal, ähnlich einem kurzen U, wie dieser Buchstabe in der lateinischen Transkription zu verwenden wäre. Im arabischen Alphabet wird das Ұ als وُ dargestellt.
Dieser Buchstabe ist leicht mit dem Schriftzeichen ¥ zu verwechseln, das je nach Schriftart ebenfalls mit nur einem Querstrich geschrieben wird.

## Computer Codes
| Buchstabe      | Ұ                          | Ұ                          | ұ                           | ұ                           |
| Unicode Name   | Kyrillischer Großbuchstabe | Kyrillischer Großbuchstabe | Kyrillischer Kleinbuchstabe | Kyrillischer Kleinbuchstabe |
| Buchstabencode | dezimal                    | hex                        | dezimal                     | hex                         |
| Unicode        | 1200                       | 04B0                       | 1201                        | 04B1                        |
| UTF-8          | 210 176                    | D2 B0                      | 210 177                     | D2 B1                       |
| NCR            | &#1200;                    | &#x04B0;                   | &#1201;                     | &#x04B1;                    |

## Andere Verwendung
Im Polnischen ist (großes) lateinisches Ұ (nicht in Unicode) eine alternative Schreibweise für Y.
Das ehemalige deutsche Comedytrio Y-Titty benutzte Ұ als Logo.